# Министерство национального образования Колумбии
Министерство национального образования Колумбии является национальным министерством исполнительного правительства Колумбии, осуществляющим надзор за обучением и воспитанием колумбийского народа, как и министерства образования в других странах.